# 沃尔特·东特
沃尔特·东特（英語：Walter D'Hondt，1936年9月11日—），加拿大男子赛艇运动员。他曾代表加拿大参加1956年和1960年夏季奥林匹克运动会赛艇比赛，获得一枚金牌和一枚银牌。